# 锡蒙斯瓦尔德
锡蒙斯瓦尔德是德国巴登-符腾堡州的一个市镇。总面积74.31平方公里，总人口3022人，其中男性1536人，女性1486人（2011年12月31日），人口密度41人/平方公里。